# István Klimek
István Klimek (15 de abril de 1913 - 12 de novembro de 1988) foi um futebolista romeno que competiu na Copa do Mundo FIFA de 1934.